# 蓮花單車徑
蓮花單車徑（葡萄牙語：Pista de Bicicletas "Flor de Lótus"），位於路氹西堤馬路的沿海位置，在2018年和2020年共二次優化延長工程，總長度增至1700米。

## 簡介
民政總署在2009年於嘉模墟舉行社區座談會，管委會主席譚偉文表示，民署將於路氹西堤馬路興建一條全長1.3公里的單車徑，並建設兩個設有涼亭、座椅、健身設施等約三千平方呎的休憩區，以及增設停車場位，為居民及單車愛好者提供郊遊點。預計2009年下半年竣工。
位於氹仔西堤馬路的蓮花單車徑2010年7月正式啟用，單車徑全長1300米，寬7米，來回約需15分鐘，設有600平方米的休憩區，內有涼亭及健康器材。今年3月綠化周舉行期間，民署更於單車徑兩旁種植樹木，籍此令單車徑有林蔭處處，環境更為舒適。為保障使用者的安全，單車徑全面禁止機動車輛行駛。出席啟用禮的澳門單車總會盧永明教練則表示，往返只需15分鐘的蓮花單車徑行距確實有此短，若能控制在30至45分鐘將會更加理想。又希望單車徑能增設飲水、洗手間及簡單醫護等設施。
民署為延長及優化蓮花單車徑，於2018年7月開展徑優化工程，由蓮花單車徑以南向路環方向至聯生海濱路海關臨時駐站（即現路環遊艇停泊區）附近，將增加長度約600多米，配合原有的單車徑，令整條蓮花單車徑總長度增至1700米。工程以擴建海堤方式建造，鋪設堤岸石以增加現有路面寬度至8.5米，設置單車徑、跑步徑以及沿海步行區，並將設置休憩設施。
市政署2020年5月初開展氹仔蓮花單車徑優化工程，延長單車徑並增加康體設施等。優化工程範圍主要為靠近氹仔百老匯酒店一段的單車徑，計劃增加長度約250米、寬度約11米的道路，以設置單車徑和跑步徑，並重鋪現有瀝青路面，另增設兩個觀鳥平台及健身區以豐富區內元素。

## 沿途鄰近或主要地點
- 澳門大學河底隧道
- 澳門百老匯
- 路氹城生態保護區
- 蓮花大橋
- 英倫遊艇會酒店
- 皇庭海景酒店

## 交通

### 巴士
T423 蓮花海濱大馬路／百老匯（Av. M. Flor de Lótus / Broadway）
路線：15S、52、55、71、71S、73、102X、H3、N6
T425 海濱圓形地／西堤馬路（Rotunda Marginal / Est. do Dique Oeste）
路線：52、55、71、71S、72、73、73S、102X、H3
T427 澳大河隧／西堤馬路（Túnel S. da UM / Est. do Dique Oeste）
路線：52、55